# Across the Universe (pel·lícula)
Across the Universe és una pel·lícula de drama romàntic musical nord-americà de 2007 dirigida per Julie Taymor, centrada en cançons dels Beatles. El guió es basa en una història original acreditada a Taymor, Dick Clement i Ian La Frenais, i es basa en la cançó del mateix nom de Lennon-McCartney. Incorpora 34 composicions escrites originalment per membres de la banda de Liverpool. La pel·lícula és protagonitzada per Evan Rachel Wood, Jim Sturgess, Joe Anderson i T.V. Carpio, i presenta Dana Fuchs i Martin Luther McCoy com a actors. Bono, Eddie Izzard, Joe Cocker i Salma Hayek, entre d'altres, hi fan cameos.
Across the Universe es va estrenar al Festival Internacional de Cinema de Toronto el 14 de setembre de 2007 i es va estrenar als Estats Units el 12 d'octubre per Columbia Pictures. La pel·lícula va rebre crítiques diverses, amb molts elogis per la fotografia el repartiment i les actuacions de cant, tot i que van criticar la trama i la direcció. No obstant això, la pel·lícula va rebre una nominació al Globus d'Or a la millor pel·lícula musical o comèdia i una nominació a l'Oscar al millor disseny de vestuari. Dos membres del repartiment secundari, Carol Woods i Timothy T. Mitchum, van actuar com a part d'un homenatge especial als Beatles a la 50a edició dels premis Grammy.

## Argument
A la dècada de 1960, en Jude Feeney, un treballador de la drassana de Liverpool, es dirigeix als Estats Units per trobar el seu pare, un militar estatunidenc que el va concebre durant la Segona Guerra Mundial i a qui no havia conegut mai. Abans del viatge li promet a la seva xicota Molly que estarà en contacte amb ella mentre estigui fora.
Mentrestant, a Nova Jersey, la Lucy Carrigan mostra preocupació perquè el seu xicot, en Daniel, ha estat cridat per lluitar a la Guerra del Vietnam. A Dayton, Ohio, l'animadora Prudence se sent atreta per una altra companya del grup i abandona l'institut, avegonyida.
Jude coneix el seu pare Wes, un conserge a la Universitat de Princeton, però no estableix cap vincle significatiu amb ell. Mentre és al campus, coneix i es fa amic d'en Max, un estudiant que el porta a casa per Acció de Gràcies. Allà presenta en Jude a la seva família, inclosa la seva germana Lucy.
En Max abandona la universitat. Ell i en Jude es desplacen a un campament bohemi situat a Greenwich Village i comandat per Sadie, una cantant. En aquest moment, Jude esdevé artista, mentre que Max aconsegueix una feina com a taxista. Paral·lelament en Daniel mor a Vietnam durant la guerra i la Lucy assisteix al seu funeral. A Detroit, un jove afroamericà és assassinat en els disturbis de 1967. El seu germà, Jo-Jo, es trasllada a Nova York per canviar d'aires i fer una audició per entrar al grup de la Sadie. Aviat se'ls hi uneix la Prudence, que ha arribat fent autoestop.
La Lucy visita en Max a Nova York abans de començar la universitat, i ella i en Jude s'enamoren. Max, inicialment disgustat en saber que mantenen aquesta relació finalment els dóna la seva benedicció. Més tard és cridat per anar al Vietnam ja que ja no és un estudiant universitari protegit del reclutament. La Prudence se sent atreta per la Sadie i es decepciona quan aquesta i en Jo-Jo comencen una relació.
La Lucy s'implica cada vegada més en els moviments contraris a la guerra, mentre que en Jude es manté al marge de la política, però li dona suport emocional. A la Sadie se li ofereix l'oportunitat d'anar de gira en solitari com a cap de cartell, la qual cosa condueix a una amarga ruptura entre ella i en Jo-Jo.
Amb el temps a en Jude li desagrada la quantitat de temps que la seva parella passa en companyia dels Estudiants per una República Democràtica, liderats per l'activista Paco, ja que sospita que aquest està intentant seduir la Lucy. Un dia decideix entrar a les oficines de l'organització provocant una discussió amb Lucy i una baralla amb Paco, després de la qual Jude és expulsat i ella trenca amb ell. Temps després, en Jude assisteix a una manifestació contra la guerra a la Universitat de Colúmbia. Quan la policia arresta la Lucy, en Paco i a la resta d'activistes, els intents de Jude d'arribar a la seva ex-parella per rescatar-la també condueixen a la seva detenció.
Amb Jude enfrontant-se a un procés de deportació, la Lucy decideix contactar el seu pare, Wes, que el visita a la presó, però que no té cap prova legal que Jude sigui el seu fill i, per tant, un ciutadà nord-americà. Com a resultat, en Jude és enviat de tornada a Anglaterra i ha de tornar a la seva antiga feina a les drassanes de Liverpool. Allà es troba amb la seva antiga xicota, la Molly i veu que està embarassada de la seva parella actual, un noi que ella va conéixer quan en Jude va deixar d'escriure-li en començar la relació amb la Lucy.
En Jo-Jo continua tocant la guitarra solista als bars, mentre que l'exitosa Sadie ofega el seu dolor i la seva solitud en l'alcohol durant la gira. En Max és ferit a Vietnam i és enviat a casa. Quan la Lucy el visita a l'hospital s'adona que està profundament traumatitzat i que s'ha fet addicte a la morfina. Paral·lelament la Lucy segueix participant en les seves accions antibelicistes amb l'organització del Paco, amb qui manté una relació, tot i que se sent incòmoda amb el seu lideratge basat en la violència. Finalment la Lucy abandona en Paco i l'organització quan els descobreix fabricant bombes casolares i es troba envoltada de recordatoris constants d'en Jude. En aquest moment una de les bombes d'en Paco explota, matant-lo a ell i a la resta de companys. En llegir aquesta notícia a Anglaterra, en Jude tem que la Lucy també hagi mort, però s'assabenta per una telefonada a en Max que ella havia abandonat el grup prèviament i que segueix viva. En aquest moment en Jude decideix tornar legalment a Nova York.
En Jo-Jo i la Sadie, que s'han reconciliat, fan un concert al terrat. En Max també hi porta en Jude i quan la policia irromp per desmuntar l'actuació, en Jude roman al terrat i comença a cantar. La policia permet que la banda es torni a afegir al cantant. Aleshores en Jude s'adona que la Jude està al terrat del costat, quieta i mirant-lo i es queden mirant-se i somrient mentre conclou l'actuació.

## Càsting[6]
Els noms dels sis personatges principals (i la majoria dels personatges secundaris) es van inspirar en els títols i lletres de les cançons dels Beatles.
- Evan Rachel Wood com a Lucy (Lucy in the sky with diamonds).
- Jim Sturgess com a Jude (Hey Jude).
- Joe Anderson com a Max (Maxwell's Silver Hammer).
- Dana Fuchs com Sadie (Sexy Sadie).
- Martin Luther McCoy com a Jo-Jo (Get Back).
- T.V. Carpio com a Prudence (Dear Prudence).
- Spencer Liff com a Daniel, el xicot de l'institut de la Lucy (Rocky Raccoon).
- Lisa Hogg com a Molly, la parella d'en Jude a Liverpool (Ob-La-Di, Ob-La-Da).
- Angela Mounsey com a Martha Feeny, la mare d'en Jude (Martha, my Dear).
- Robert Clohessy com a Wesley "Wes" Hubert, el pare d'en Jude.
- Dylan Baker i Linda Emond com els pares de la Lucy i en Max (els Carrigans, perquè Jerry Carrigan van obrir la primera actuació dels Beatles als Estats Units d'Amèrica[7]).
- Lynn Cohen com a l'àvia Carrigan.
- Bill Irwin com a oncle Teddy (Teddy Boy).
- Timothy T. Mitchum com el germà petit de Jo-Jo.
- Carol Woods com a cantant de gospel al funeral del germà (Let It Be).
- Joe Cocker com Bum / Pimp / Hippie.
- Jacob Pitts com a empleat de la revista Rat.
- Staceyann Chin com a empleada de la revista Rat.
- Harry Lennix com a sergent de l'exèrcit.
- Logan Marshall-Green com a Paco.
- James Urbaniak com a Bill, el manager de la Sadie (The Continuing Story of Bungalow Bill)
- Bono com el Dr. Robert (Doctor Robert)
- Daniel Ezralow com a Mare Superiora (Happiness is a Warm Gun)
- Eddie Izzard com el Sr. Kite (Being for the Benefit of Mr. Kite!)
- Arabella Holzbog com a Bromista.
- Ekaterina Sknarina com a Rita, la xicota de la Prudence, una contorsionista del circ del Sr. Kite (Lovely Rita)
- Salma Hayek com a Bang Bang Shoot Shoot Nurses (Happiness Is a Warm Gun).

## Música

### Números musicals
Llista de 33 composicions dels Beatles a la banda sonora en ordre, incloses tres composicions que s'escolten dues vegades.
1. "Girl" — Jude
2. "Helter Skelter" — Sadie
3. "Hold Me Tight" — Lucy, Molly i cor
4. "All My Loving" — Jude
5. "I Want to Hold Your Hand" — Prudence
6. "With a Little Help from My Friends" — Max, Jude i cor
7. "It Won't Be Long" — Lucy i cor
8. "I've Just Seen a Face" — Jude
9. "Let It Be" — Cantant de gospel, germà de Jojo i cor de l'església
10. "Come Together" — Pimp, Bum, Hippie, Jojo i prostitutes
11. "Why Don't We Do It in the Road?" — Sadie
12. "If I Fell" — Lucy
13. "I Want You (She's So Heavy)" — Max, Sadie, Prudence, Uncle Sam i soldats
14. "Dear Prudence" — Sadie, Jude, Lucy i  Max
15. "Flying" (instrumental) — The Secret Machines
16. "Blue Jay Way" — The Secret Machines
17. "I Am the Walrus" — Dr. Robert
18. "Being for the Benefit of Mr. Kite!" — Mr. Kite
19. "Because" — Lucy, Jude, Max, Sadie, Prudence i Jojo
20. "Something" — Jude
21. "Oh! Darling" — Sadie i Jojo
22. "Strawberry Fields Forever" — Jude i Max
23. "Revolution" — Jude
24. "While My Guitar Gently Weeps" — Jojo i Jude
25. "Across the Universe" — Jude (barrejada amb "Helter Skelter")
26. "Helter Skelter (Reprise)" — Sadie (barrejada amb "Across the Universe")
27. "And I Love Her" (extracte incorportat a la melodia orquestral durant "Across the Universe"/"Helter Skelter" (Reprise), cantada per McCoy en una escena eliminada).
28. "Happiness Is a Warm Gun" — Max, Infermeres de Bang Bang Shoot Shoot i  Soldiers
29. "A Day in the Life (Instrumental)" — Jeff Beck
30. "Blackbird" — Lucy
31. "Hey Jude" — Max, mare de Jude, nens i immigrants
32. "Don't Let Me Down" — Sadie i Jojo
33. "All You Need Is Love" — Jude, Sadie, Prudence, Max, i Jojo
34. "Lucy in the Sky with Diamonds" — Bono i The Edge (crèdits finals)

### Banda sonora
Els crèdits finals de la pel·lícula identifiquen 33 composicions dels Beatles que apareixen a la pel·lícula, ja sigui en la seva totalitat o en part. Totes aquestes cançons van ser escrites entre 1962 i 1969 pels membres dels Beatles (John Lennon, Paul McCartney, George Harrison i Ringo Starr) i van ser enregistrades per la mateixa banda. Vint-i-nou d'elles són composicions que s'acrediten oficialment a l'associació de composició de cançons de Lennon-McCartney mentre que tres s'atribueixen a George Harrison. Una de les cançons, Flying és acreditada com una composició dels quatre membres de la formació.
A més de les composicions dels Beatles, la banda sonora inclou partitures originals compostes per Elliot Goldenthal.

## Producció
El març de 2007, els mitjans de comunicació van informar d'una disputa sobre el tall final de la pel·lícula. Joe Roth, president de la companyia productora Revolution Studios va escurçar la versió de la directora i la va presentar en una projecció prèva sense comunicar-li a Taymor prèviament. L'incident va provocar un enfrontament on més tard hi va intervenir Amy Pascal de Sony Pictures que va instar Taymor a acceptar la versió escurçada de la pel·lícula.  Després de diversos mesos de disputa, la versió de Taymor va ser finalment reintegrada com la versió estrenada al cinema.

## Reconeixements
| Any  | Esdeveniment                   | Categoria                          | Estat    |
| ---- | ------------------------------ | ---------------------------------- | -------- |
| 2008 | 67ena edició dels Globus d'Or  | Millor pel·lícula musical o còmica | Nominada |
| 2008 | 80ena edició dels premis Oscar | Millor vestuari                    | Nominada |
| 2008 | 19ena edició dels premis GLAAD | Millor pel·lícula d'amplia estrena | Nominada |

## Seqüela
L'octubre de 2020, Julie Taymor va anunciar que s'estava treballant en el desenvolupament d'una seqüela. Jim Sturgess i Evan Rachel Wood han mantingut converses amb la cineasta per repetir els seus papers. La història tindria lloc als anys setanta i comptaria amb cançons addicionals dels Beatles.